# Штурм Києва (1918)
Шту́рм Ки́єва в сі́чні 1918 ро́ку — військова операція з захоплення міста Києва російськими більшовиками під час першої радянсько-української війни. Тривав протягом 23 січня (5 лютого) — 26 січня (8 лютого) 1918 року.
Завершився захопленням Києва військами Ради народних комісарів РРФСР та їхніми маріонетками з так званої Української Народної Республіки Рад. Уряд Української Народної Республіки полишив Київ. Наслідком захоплення були також масові розстріли міського населення та демобілізованих офіцерів колишньої російської імператорської армії, що перебували в Києві, але не брали участі у цьому збройному конфлікті, зберігаючи нейтралітет.

## Передумови
Метою неоголошеної війни Радянської Росії проти УНР було встановлення в Україні радянської влади. Загони утворених після Жовтневого перевороту революційних військ із Росії протягом грудня — січня 1918 року встановили її у Харківській, Катеринославській і Полтавській губерніях. На черзі був Київ. Загальне командування наступом на Київ здійснював Михайло Муравйов. 14 (27) січня 1918 року уряд УНР проголосив стан облоги в місті та призначив військовим комендантом Михайла Ковенка.
Із наближенням до міста радянських військ, київські більшовики розпочали в ніч на 16 (29) січня збройне повстання проти Центральної Ради. Воно тривало 7 днів і лише 22 січня (4 лютого) 1918 року, ціною надзвичайних зусиль, було приборкане. Збройний виступ у Києві значно полегшив просування радянських військ. Він відтягнув на себе нечисленні підрозділи української армії з Полтавщини, Чернігівщини й шлях на Київ фактично лишився відкритим. Українські військові сили, втомлені вуличними боями, були не в змозі протистояти війську Муравйова, яке в цей час фактично вже перебувало на околицях міста.

## Сили сторін
- Сили УНР (близько 9 тисяч чоловік):

У Києві кількість військ, що підтримувала Центральну Раду, становила приблизно 9 тисяч чоловік, але здатних до бою з радянськими революційними формуваннями серед них було 1600—1700 вояків. Українські вояки, деморалізовані політикою лідерів Центральної Ради та поразками в боротьбі з більшовиками, у бій йшли неохоче та навіть проголошення державної незалежності УНР IV Універсалом не підняло бойового духу армії. Жоден з українських полків не мав повного складу. Частина військ під впливом більшовицької пропаганди оголосила про нейтралітет або перейшла на бік «червоних». У критичний момент довелось шукати опори не у сердюцьких полках з голосними іменами гетьманів та національних діячів, а в добровольчих формаціях:
загони Вільного козацтва під командою особливого коменданта міста — інженера Михайла Ковенка,
Гайдамацький кіш Слобідської України волонтера Симона Петлюри (300 вояків, з них
110 вояків — юнкери 2-ї юнкерської школи, колишньої 5-ї Київської школи прапорщиків, так звані «чорні гайдамаки», та
150 вояків — юнкери та офіцери, що прибули з Полтави, на чолі з штабс-капітаном Омеляном Волохом),
Галицько-Буковинський курінь Українських січових стрільців фенріха Євгена Коновальця (500 вояків),
полк імені Петра Дорошенка штабс-капітана Олександра Загродського (200 вояків),
полк імені Костя Гордієнка полковника Всеволода Петріва, що прибув у Київ із Західного фронту з Білорусі (300 вояків).
Не було навіть єдиного командування обороною міста. 18 (31) січня командувати протибільшовицьким фронтом був призначений командувач Київським військовим округом штабс-капітан Микола Шинкар. Фактично ж обороною керував Михайло Ковенко, який виявився цілком безпорадним на цій посаді.
- Об'єднані сили радянських республік (близько 7 тисяч чоловік):

головнокомандувач — Юрій Коцюбинський (прапорщик, більшовик),
начальник штабу (фактичний керівник військами) — Михайло Муравйов (підполковник, лівий есер):
1-ша революційна армія командарма (полковника) Олександра Єгорова
3000 вояків, 3 гармати, бронепотяг;
2-га революційна армія командарма (полковника) Рейнгольда Берзіна
підрозділи 11-го Сибірського стрілецького полку,
загін матросів Балтійського флоту (500 вояків);
1-й кінний полк червоного козацтва Віталія Примакова (198 вояків).
Населення Києва, що сягало на той час 430 тисяч осіб (з них до 20 тисяч — військові, солдати та офіцери старої армії), у цілому виявилось байдужим до боротьби українців-незалежників з радянськими революційними формуваннями. Проросійськи налаштована київська громадськість спочатку навіть дещо симпатизувала більшовикам, бо сприймала їх як патріотів-росіян, що прагнуть ліквідувати розкол єдиної держави.

## Бої
Після боїв під Бахмачем, Конотопом і Крутами, Михайло Муравйов звів свої військові формування в три «революційні армії». 21 січня (3 лютого) 1-ша армія (командувач Єгоров) і 2-га армія (Берзін), які разом нараховували до семи тисяч чоловік, рухаючись ешелонами по залізницях, захопили Бровари, а наступного дня, оволодівши станцією Дарниця, вийшли до Дніпра.
23 січня (5 лютого), о 11:00, за наказом Муравйова розпочалася атака радянських військ на Київ з лівого берега Дніпра. 1-ша армія Єгорова наступала по Ланцюговому мосту, а 2-га армія Берзіна — по Залізничному. Українські кулеметники спинили і відкинули червоних на першому мосту, але на другому більшовики прорвали українську оборону завдяки бронепотягу матроса Андрія Полупанова. Незважаючи на прорив, радянські сили відступили і окопалися біля мосту. Наскоком захопити Київ не вдалося, проте Муравйов розіслав того дня телеграму, що здобув місто і визволив з Київської фортеці 500 полонених робітників, учасників Січневого повстання.
Наступного дня нападники вирішили здобути місто обхідним маневром, з трьох сторін.
24 січня (6 лютого), о 2:00, 1-й кінний полк червоного козацтва під командою Віталія Примакова перейшов Дніпро по кризі й вийшов на правий берег поблизу Вишгорода, навпроти Межигірського монастиря. Не зустрічаючи опору українських військ, полк пройшов через Пущу-Водицю і Куренівку, і близько 10:00 дістався Подолу. Там радянську кінноту спинили юнкери 2-ї юнкерської школи — «чорні гайдамаки». Вони тричі відбили наступ червоних, але були змушені відступити на Хрещатик, до будинку Купецьких зборів. Причиною відступу стало втручання солдат нейтрального полку, які погрожували перейти на бік радянських сил, якщо юнкери не залишать Поділ. За день кіннота Примакова зайняла Куренівку, Поділ і залізничну станцію Пост-Волинський.
Паралельно з маневром радянських сил, 24 січня (6 лютого), 1-ша армія Єгорова прорвала українську оборону на Залізничному мосту і за день захопила станцію Київ-ІІ. Проте більшість солдатів цієї армії не бажали воювати і розбіглися. Зокрема, повністю дезертував 11-й Сибірський полк. 2-га армія Берзіна розпочала штурм Ланцюгового мосту. Перший наступ спинили українські кулеметники. Вони  посікли червоногвардійців, що наступали в лоб на їхні позиці. Незважаючи на відбиття атаки, українців зненацька вдарили в спину — декілька десятків робітників, учасників Січневого повстання, що укривалися в Києво-Печерській Лаврі, встановили на Лаврській дзвіниці кулемет і відкрили вогонь по українських позиціях.
О 14:00 до мосту на допомогу воякам Берзіну наблизилися частини з армії Єгорова. Українські війська вирішили, що їх оточили і поступово відійшли до Миколаївського собору, заводу «Арсенал» і Політехнічного інститут. В районі заводу окопалося близько 200 вояків українського полку імені Петра Дорошенка. Стомлена боями армія Єгорова підтягнула 800 червоних солдат до «Арсеналу», але на наступ не зважувалася, не знаючи кількість військ ворога.
Протягом 16:00—19:00 Ланцюговий міст захопила армія Берзіна. О 23:00 вона розпочала наступ на українські позиції силами Балтійського матроського загону. Матроси пробралися крізь дніпровські кручі в тил захисникам «Арсеналу» й спантеличили їх раптовою атакою. Дорошенківці були змушені терміново відступити до Маріїнського палацу.

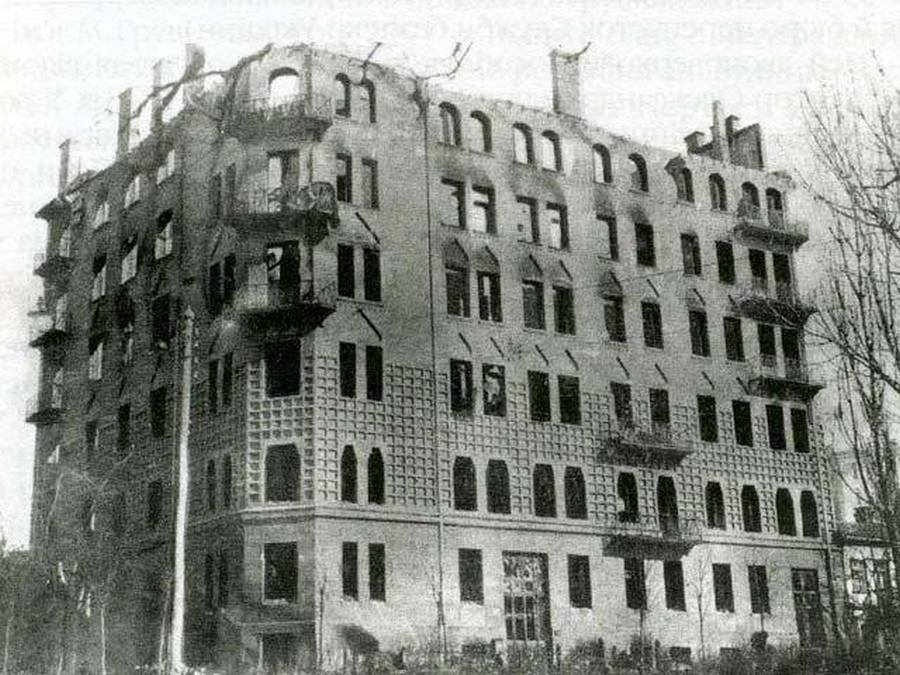
Будинок М.Грушевського у Києві (1918), зруйнований під час обстрілу

Почався чотириденний артилерійський обстріл з важких далекобійних гармат. Батареї, що розташовувалися на лівому березі Дніпра на артилерійському полігоні в Дарниці, постійно били по місту, намагаючись найбільше пошкодити центральні райони «багатіїв» — Липки, Хрещатик, Нову Забудову. Місту було завдано пошкоджень, гинули люди, розпочались пожежі. Намагаючись врятувати історичні пам'ятки Києва від руйнування, делегація представників Міської думи та політичних партій дісталася в Дарницю для переговорів із командуванням радянських загонів про умови припинення бойових дій. Їх прийняв Муравйов і члени Київської ради робітничих депутатів. Але поки вироблялися умови перемир'я, радянські загони знову розпочали штурм міста.
23 січня (5 лютого) інша група загонів 2-ї армії увірвалась на Печерськ, зайняла Лавру і фортецю та повела наступ на центр міста, де зустріла опір українських підрозділів. Зайнявши Лавру, радянські вояки вчиняли там безчинства й насильства: вдиралися до храмів під час богослужінь, здіймали галас і лайку, оскверняли святині, били й знущалися з монахів. Зокрема, 25 січня (7 лютого), матросами-грабіжниками був убитий митрополит Київський і Галицький Володимир.
Два наступні дні точилися жорстокі бої. Були захоплені більша частина Печерська, Поділ, вокзал, залізничні станції Київ-Товарний та Пост-Волинський. Прихильники Центральної Ради трималися в центрі міста та контролювали Брест-Литовське шосе — останній шлях до відступу. За таких умов подальший опір українських частин ставав безглуздим. В ніч на 26 січня (8 лютого), скориставшись з того, що більшовики не наважувались наступати в темряві, Михайло Ковенко оголосив евакуацію. Лінія Купецьке зібрання — Хрещатик — Бібіковський бульвар — Брест-Литовське шосе мала утримуватись до кінця. Саме за цим маршрутом розпочали відступати українські частини. Рано-вранці уряд та частина членів Центральної Ради виїхала до Житомира. Зранку бої поновилися й тривали до вечора, коли останні українські підрозділи відійшли Брест-Литовським шосе в бік Ірпеня. З Києва організовано відступило до трьох тисяч українського війська, артилерія, обози.
Того ж дня більшовики оволоділи містом. Муравйова зустрічала на Думській площі делегація Міської думи на чолі з міським головою Євгеном Рябцовим. Радянським комендантом міста був призначений матрос Андрій Полупанов. І хоч населення дотримувалося нейтралітету під час боїв, а прихильники Центральної Ради майже всі виїхали, Муравйов влаштував у місті криваву вакханалію. Ще перебуваючи в Дарниці, він видав наказ, в якому закли́кав нещадно знищувати усіх офіцерів, юнкерів, гайдамаків, монархістів і всіх «ворогів революції».

## Червоний терор
4 лютого 1918 року в Дарниці під Києвом фактичний командир більшовицьких військ Михайло Муравйов видав наказ про «безпощадне знищення всіх офіцерів, гайдамаків, монархістів і всіх ворогів революції» (російської). При штурмі Києва застосовувалися отруйні гази, був проведений масовий артобстріл (до 15 тис. снарядів), у результаті якого, серед інших, зруйнували будинок Михайла Грушевського на Паньківщині. Виконуючи наказ, радянські війська розстріляли в Києві близько 5 тис. мирних жителів, тероризували киян, зокрема, був убитий київський митрополит Володимир
Сам Михайло Муравйов так описував ці події:

Ми йдемо вогнем і мечем встановлювати радянську владу. Я зайняв місто, бив по палацах і церквах … бив, нікому не даючи пощади! 28 січня Дума (Києва) просила перемир'я. У відповідь я наказав душити їх газами. Сотні генералів, а може й тисячі, були безжалісно вбиті … Так ми мстилися. Ми могли зупинити гнів помсти, проте ми не робили цього, тому що наше гасло — бути нещадними!
Оригінальний текст (рос.)
Мы идем огнем и мечом устанавливать советскую власть. Я занял город, бил по дворцам и церквям... бил, никому не давая пощады! 28 января Дума (Киева) просила перемирия. В ответ я приказал душить их газами. Сотни генералов, а может и тысячи, были безжалостно убиты... Так мы мстили. Мы могли остановить гнев мести, однако мы не делали этого, потому что наш лозунг — быть беспощадными!

Факт, що військовий керівник не намагався приховати використання хімічної зброї, не повинен дивувати сучасного читача. Хімічну зброю заборонили пізніше, лише у 1925 р., так званим Женевським протоколом. За допомогою хімічної зброї Муравйов захопив мости через Дніпро та подолав оборонні укріпення захисників Києва. Утім, про постраждалих від використання задушливих газів у місті нічого не відомо.
У захопленому Києві більшовики організували класовий терор. Відбувалися грабежі, насильства, вбивства. Були розстріляні представники інтелігенції, вояки та цивільні громадяни. За різними підрахунками жертвами різанини стали від 2 до 5 тисяч осіб. Серед них були генеральний секретар земельних справ Української Народної Республіки Олександр Зарудний, член Центральної Ради Ісак Пугач. Було страчено близько тисячі офіцерів та генералів — Б. Бобровський, А. Разгон, Я. Сафонов, Н. Іванов, Я. Гандзюк та інші. Після переїзду уряду Радянської України з Харкова до Києва, українське радянське керівництво виявило розпад армії й тисячі трупів у парках Києва.